# Muzajos (syn Metiona)
Muzajos – poeta i muzyk, uczeń Orfeusza. Postać z mitologii.
Ojcem Muzajosa był Metion, Antifemos lub Eumolpos. Imię Antifema oznacza twórcę pieśni w kilku częściach, podobnie jak Muzajosa oznacza muzyka. Matką Muzajosa była Selene. Podobno był wychowywany przez nimfy. Muzajos był uważany za wielkiego muzyka, zdolnego swoim kunsztem uzdrawiać chorych. Przypisywano mu stworzenie misteriów eleuzyńskich w Attyce. Niektórzy autorzy uważali go również za twórcę wiersza daktylicznego. Był uważany za ucznia Linosa lub Orfeusza. Od czasów starożytnych łączono z jego imieniem poematy mistyczne.